# Бурцево (Башкортостан)
Бурцево (баш. Бурцев ) — деревня в Уфимском районе Республики Башкортостан Российской Федерации. Входит в состав Русско-Юрмашского сельсовета.

## География

### Географическое положение
Расстояние до:
- районного центра (Уфа): 25 км,
- центра сельсовета (Русский Юрмаш): 9 км,
- ближайшей ж/д станции (Юрмаш): 7 км.

## История
В 1950ые годы в черту деревни включена деревня Исаково.

## Население
| 2002 | 2009 | 2010 |
| ---- | ---- | ---- |
| 140  | ↗161 | ↗217 |

Национальный состав
Согласно переписи 2002 года, преобладающая национальность — русские (78 %).

## Инфраструктура
Личное подсобное хозяйство с зоной сельскохозяйственного использования, индивидуальная застройка усадебного типа.
Основа экономики — сельское хозяйство.

## Транспорт
Деревня доступна автотранспортом. Автобусное сообщение с райцентром. Остановка общественного транспорта «Бурцево». 